# Глиноецкий, Николай Павлович
Николай Павлович Глиноецкий (25 мая [6 июня] 1830 — 19 [31] августа 1892, Бахчисарай, Симферопольский уезд, Таврическая губерния, Российская империя) — русский генерал, профессор Николаевской академии Генерального штаба, военный писатель, историк и востоковед, один из основателей русской школы военной статистики.

## Биография
Родился 25 мая (6 июня) 1830 года и, по окончании курса в 1-м кадетском корпусе, 13 июня 1848 года был произведён в прапорщики Лейб-гвардии Волынского полка, с которым и принял участие в 1849 году в походе к западным границам против венгров.
В 1852 году окончил Императорскую военную академию, с награждением малой серебряной медалью и занесением имени на мраморную доску, и был назначен в штаб войск, находившихся в то время на Дунае. С началом Крымской войны участвовал в осаде Силистрии и за боевое отличие был награждён орденом Св. Анны 3-й степени с мечами и бантом, затем был штаб-офицером Южной армии.
В 1856 году Глиноецкий был назначен адъюнкт-профессором Императорской военной академии и восемь лет читал лекции по тактике, военной истории и военной статистике.
В 1860 году подполковник Глиноецкий был командирован на Кавказ для сбора различных сведений по военной статистике и принял участие в экспедиции против шапсугов, причём за боевое отличие был награждён орденом Св. Станислава 2-й степени с императорской короной и мечами. В 1864 году он был назначен правителем дел реформирования Военной академии и в этой должности пробыл около девяти лет.
Произведённый 16 апреля 1872 года в генерал-майоры, в 1873 году назначен командиром 2-й бригады 29-й пехотной дивизии, а затем перемещён на ту же должность в 37-ю пехотную дивизию; в 1875 году был награждён орденом Св. Владимира 3-й степени.
В 1877 году Глиноецкий занял должность начальника штаба 1-го армейского корпуса, состоя в то же время и членом комитета по устройству и образованию войск; за это время он был удостоен орденов Св. Станислава 1-й степени (1878) и Св. Анны 1-й степени (1881). Назначенный начальником 23-й пехотной дивизии, 15 мая 1883 года был произведён в чин генерал-лейтенанта.
15 августа 1888 года назначен начальником 13-й пехотной дивизии (входившей в 7-й армейский корпус), штаб-квартира которой находилась в Крыму — в Севастополе.
Внезапно умер 19 (31) августа 1892 года на войсковых манёврах близ Бахчисарая от солнечного удара. Похоронен на Госпитальном кладбище Успенского монастыря в Бахчисарае.

## Научное наследие
Н. П. Глиноецкий посвящал много времени военной литературе и был постоянным сотрудником «Русского инвалида» и «Военного сборника», в котором он с 1859 по 1873 г. вёл отдел иностранного военного обозрения и, кроме того, печатал ряд статей по различным вопросам военного дела, способствовал развитию российской военно-исторической науки, посвятил ряд своих публикаций истории русского Генерального штаба. В своих работах по востоковедению много внимания уделял Турции и турецким вооружённым силам.

## Избранная библиография
- «Исторический очерк Николаевской академии Генерального штаба». СПб., 1882
- История Русского генерального штаба. В 2-х т. Том I: 1698—1825 г. — СПб.: Тип. Штаба войск гвардии и Петербургскаго военнаго окр., 1883. — VIII, 427с.
- История Русского генерального штаба. В 2-х т. Том II: 1826—1855 гг. — СПб.: Тип. Штаба войск гвардии и Петербургскаго военнаго окр., 1894. — II, 284с.
- «Служба генерального штаба на Кавказе с 1832 по 1853 гг.» // «Военный сборник», 1888 г., №№ 7—9
- «Исторический очерк развития офицерских чинов и системы чинопроизводства в русской армии». // «Военный сборник», 1887 г., № 4
- «Военно-учёные общества и их значение». // «Военный сборник», 1869 г., № 3
- «Военная статистика и военный быт». // «Военный сборник», 1858 г., № 1
- «Некоторые сведения об обучении русских войск во второй половине прошлого века». // «Военный сборник», 1871 г., № 11
- «Очерк военных действий на берегах Днепровско-Бугского лимана осенью и зимою 1855 г.» // «Военный сборник», 1858 г., № 4